# Johan Arvid Moberger
Johan Arvid Moberger, född 5 oktober 1801 i Västerviks församling, Kalmar län, död 23 april 1882 i Södra Vi församling, Kalmar län
, var en svensk präst och politiker. 

## Biografi
Jämte Claes Ramström deltog Moberger i översättningen av Gesenius hebreiska och kaldeiska lexikon (1829—32). Han gifte sig 1833 med Fredrika Charlotta Lundwall. 
Moberger var kyrkoherde i Södra Vi och Djursdala församlingar, och var en av ledamöterna i prästeståndet för Linköpings stift vid ståndsriksdagen 1865–1866.
1877 gav han ut första upplagan av en egen psalmbok, Sionsharpan, i Oskarshamn. I förordet, signerat i Högsby, skriver han bland annat att: "Härmed lemnas några prof på huru i äldre och nyare tid 'Sions barn' i glädje öfwer sin Konung och sin härlighet i Honom, sjungit Honom lof, ära och pris." En tredje upplaga gavs ut 1881 med 500 psalmer och dess sista psalm är liksom i Svenska kyrkans psalmböcker Jesper Swedbergs Herre signe du och råde utan de tillagda verser som Johan Olof Wallin infogade 1819.